# 韦纳夫罗
韦纳夫罗（義大利語：Venafro）是意大利莫利塞大区伊塞尔尼亚省的一个镇。